# Mamihlapinatapai
Từ Mamihlapinatapai là một từ xuất phát từ tiếng Yaghan của Tierra del Fuego, được Sách kỷ lục thế giới Guinness ghi nhận là "từ cô đọng nhất" và được xem là một trong những từ khó chuyển ngữ nhất. Nó có thể được hiểu là "Hai người nhìn vào mắt nhau, mỗi người hi vọng rằng người thứ hai sẽ tiến một bước tới việc mà cả hai đều ước muốn, nhưng không ai trong họ muốn là người tiên phong bắt đầu. Hãy nói yêu thôi."
Mamihlapinatapai từng là tên của một triển lãm của Max Pinckers và Michiel Burger ở Trung tâm Văn hóa Flemish của Amsterdam, De Brakke Grond, năm 2012.